# Franco Falossi
Franco Falossi (1 de febrero de 1966) es un deportista italiano que compitió en remo. Ganó dos medallas de oro en el Campeonato Mundial de Remo, en los años 1989 y 1990, en la prueba de ocho con timonel ligero.

## Palmarés internacional
| Campeonato Mundial | Campeonato Mundial   | Campeonato Mundial | Campeonato Mundial      |
| Año                | Lugar                | Medalla            | Prueba                  |
| ------------------ | -------------------- | ------------------ | ----------------------- |
| 1989               | Bled (Yugoslavia)    | Medalla de oro     | Ocho con timonel ligero |
| 1990               | Tasmania (Australia) | Medalla de oro     | Ocho con timonel ligero |